# 中野裕太 (ラグビー選手)
中野 裕太（なかの ゆうた、1989年11月16日 - ）は、日本の元ラグビー選手。

## プロフィール
- 福岡県北九州市出身。
- 現役時代のポジションはナンバーエイト(No8)。
- 身長 180cm、体重 100kg
- ニックネームはキャノン。
- 7人制日本代表に選ばれたことがある[1]。
- 弟の将伍はラグビー選手[2]（現・東京サントリーサンゴリアス）。

## 略歴
8歳からラグビーを始めた。
2009年、福岡県立東筑高等学校卒業後、早稲田大学に入る。なお東筑高校時代、高校日本代表に選ばれた。
2013年、早稲田大学卒業後、神戸製鋼コベルコスティーラーズ(現・コベルコ神戸スティーラーズ)に加入。同年9月14日に行われたジャパンラグビートップリーグ第3節のトヨタ自動車ヴェルブリッツ戦に先発出場で公式戦初出場を果たした。
2016年、釜石シーウェイブス(現・日本製鉄釜石シーウェイブス)に加入。
2023年、現役を引退した。今は建設会社福山組で働いている。